# David Garnett

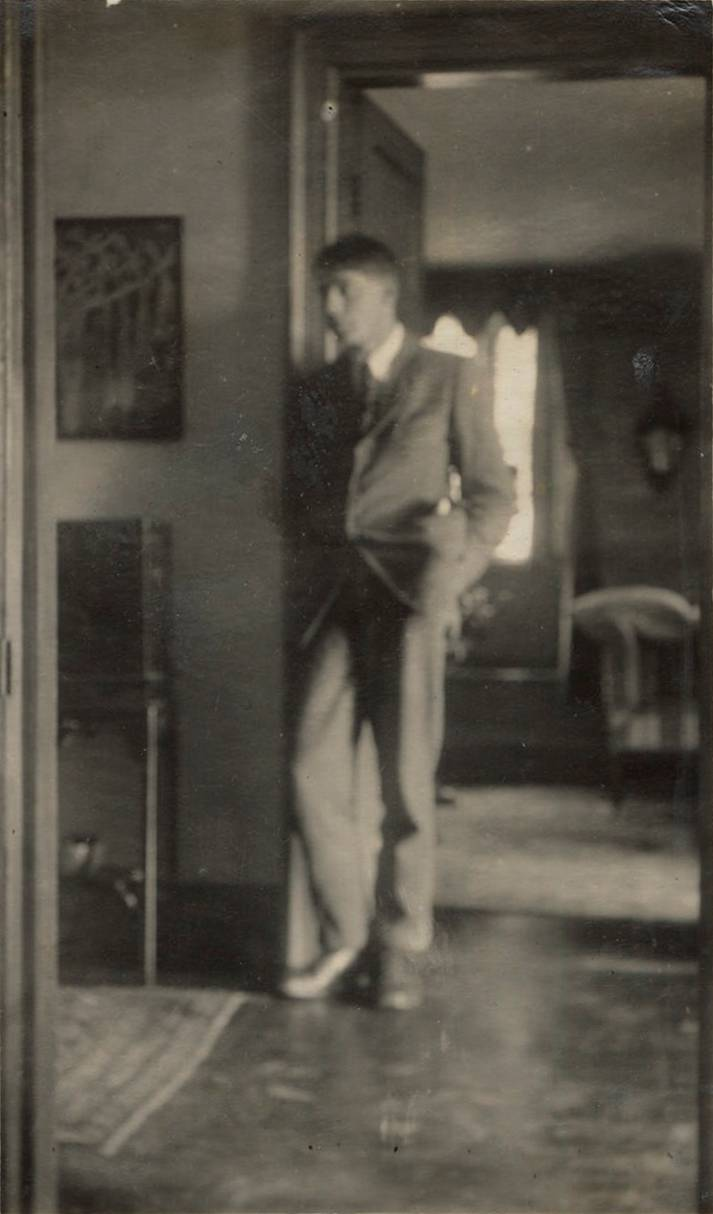
David Garnett

David Garnett (* 9. März 1892 in Brighton, East Sussex; † 17. Februar 1981 in Montcuq, Département Lot) war ein britischer Schriftsteller, Verleger und Mitglied der Bloomsbury Group.

## Leben und Wirken
David Garnett war der einzige Sohn des Verlagslektors Edward Garnett und der Übersetzerin Constance Garnett; sein Großvater war Richard Garnett.
Garnett schrieb groteske Romane, in denen er mittels Gegenüberstellung von Mensch und Tier Gesellschaftskritik übte. Sein erster schriftstellerischer Erfolg war der Roman Lady Into Fox, in dem sich eine englische Hausfrau plötzlich in eine Füchsin verwandelt, was ihre Ehe für alle Beteiligten schwierig werden lässt und eine originelle Bearbeitung des Werwolfthemas darstellt. Für das Werk erhielt er 1923 den Hawthornden-Preis.
Mit A Man In The Zoo ließ Garnett ein Buch über einen Mann folgen, der sich im Tierpark ausstellen lässt. Er führte in den 1920er Jahren gemeinsam mit Francis Birrell eine Buchhandlung in London. Zusammen mit Francis Meynell gründete er Nonesuch Press. Einige Zeit arbeitete er für das britische Informationsministerium, eine Propagandaeinrichtung während des Zweiten Weltkrieges, und lieferte u. a. den Text zu dem in der Reihe Puffin Picture Books erschienenen Bestseller-Band über die Luftschlacht um England (The Battle of Britain, PP21).
Im Jahr 1955 veröffentlichte er den Roman Aspects of Love, auf dem das gleichnamige Musical von Andrew Lloyd Webber basiert.
In seiner Jugend hatte er eine homosexuelle Beziehung mit Duncan Grant. 1921 heiratete er seine erste Frau Rachel Alice „Ray“ Marshall (1891–1940), Schwester von Frances Partridge. Mit ihr hatte er zwei Söhne; der ältere, Richard Duncan Carey Garnett (* 1923), war Verlagslektor und schrieb später eine Biographie seiner Großmutter Constance Garnett. 1942 heiratete er die Tochter seines Ex-Freunds Duncan Grant, Angelica Bell. Das Paar hatte vier Töchter. Nach der Trennung von Angelica zog er nach Frankreich und lebte bis zu seinem Tod im Jahr 1981 im Chateau de Charry, Montcuq (bei Cahors).

## Werke (Auswahl)
- Turgenev (1917)
- Lady into Fox (1922), dt. 1952: Meine Frau die Füchsin
  - Dame zu Fuchs. Übersetzung Marie Hummitzsch. Zürich: Dörlemann, 2016
- A Man in the Zoo (1924), dt. 1952: Der Mann im Zoo
  - Mann im Zoo. Übersetzung Marie Hummitzsch. Zürich: Dörlemann, 2017
- The Sailor's Return (1925)
- Go She Must! (1927)
- Never Be a Bookseller (1929) Memoiren
- No Love (1929)
- The Grasshoppers Come (1931), dt. Die Heuschrecken kommen
- A Terrible Day (1932)
- Pocahontas (1933)
- Beany-Eye (1935)
- Aspects of Love (1955)
- A Net For Venus (1959)
- Purl And Plan (1973)